# Bundle Brent
Lady Eileen "Bundle" Brent är en fiktiv karaktär i två romaner av Agatha Christie: Hemligheten på Chimneys (1925) och De sju urens mysterium (1929). Hon beskrivs som en livlig "It girl".

## Familj
Bundle var den äldsta dottern till Clement Edward Alistair Brent, 9:e markisen av Caterham (helt enkelt kallad "Lord Caterham"). Hon hade två systrar, Daisy och Dulcie. Hon beskrev sin avlidna mor som att hon "tröttnade på att bara få flickor och dog". Hennes mor "tyckte att någon annan kunde ta på sig jobbet att skaffa en arvinge". Bundles farbror, den 8:e markisen, var utrikesminister i den brittiska regeringen (en omständighet som möjligen antyds av att markis Curzon av Kedleston innehade den posten från 1919 till 1924).
Familjen Brents säte var Chimneys, ett lanthus baserat på Abney Hall, Cheshire. Familjens kvarvarande band med utrikesdepartementet, som ogillades av den 9:e markisen, att huset skulle fortsätta att vara tillgängligt för statliga ändamål, som det hade varit när hans avlidne bror satt i regeringen, var en viktig ingrediens i de två Chimneys-romanerna.

## Karaktär
Bundles ålder anges inte uttryckligen i någon av romanerna, men i Hemligheten på Chimneys beskriver Bundle en händelse som ägde rum sju år tidigare och säger: "En av betjänterna berättade för mig när jag var tolv år gammal", vilket gör henne till 19 år gammal. Det skulle stämma överens med de åldrar som anges eller antas för karaktärer som läsarna i stort sett skulle anta var hennes samtida. Som barn var hon "långbent" och "okynnig", och växte upp till en "lång, mörk" vuxen med ett "attraktivt pojkaktigt ansikte".  Hon var påhittig, egensinnig, livlig och charmig, med skarpa, genomträngande grå ögon som kunde vara förvirrande för andra.

### "Simply it"
Bundle var i högsta grad en ung kvinna av sin tid med många av de kännetecken som kännetecknar en "flapper". Med hjälp av terminologi som blev populär genom filmen It (1927) sa Bill Eversleigh, en av karaktärerna i De sju urens mysterium som var förälskad i henne, till en kollega: "Känner du inte till Bundle? Var har du hållit hus? Hon är helt enkelt 'det'". När Bundles far, som hon uppenbarligen hade ett starkt band till, observerade att "ni moderna unga människor verkar ha så obehagliga idéer om älskog", tillskrev hon detta till att hon hade läst The Sheik, romanen av Edith Maude Hull (1919) som Rudolph Valentinos berömda film från 1921 baserades på.
Bundle ägde en Hispano-Suiza-bil, även om modellen inte är identifierad. Enligt egen utsago tenderade hon att köra för fort och vissa, inklusive Lord Caterham, var "livrädda" för hennes körning. Vid ett tillfälle trodde hon att hon hade kört över en man, när han i själva verket redan hade skjutits ihjäl. Även om hennes inställning till politik och politiker var något tvetydig, hävdade hon att hon var socialist och beskrevs faktiskt av sin far som "en glödande socialist om hon är något alls".

## Uppvaktare
Bunt var attraktiv för män. Mot slutet av De sju urens mysterium fick hon två frierier, det första från George Lomax, en pompös minister, bara fem år yngre än sin far, som var känd bakom sin rygg som "torsk" (med anspelning på hans utstående ögon) och beskrevs motsägelsefullt som "Hans Majestäts permanenta [sic] statssekreterare för utrikes frågor". Lomax oljiga självbedömning av sin lämplighet som make, och av den roll han såg för Bundle, hade mycket gemensamt med Mr Collins misslyckade frieri till Elizabeth Bennet i Jane Austens Stolthet och fördom (1813). Lomax avvisades och Bundle valde istället Bill Eversleigh (född omkring 1900), en av Lomax yngre tjänstemän, som fyra år tidigare beskrivits som "mycket sympatisk" med ett "behagligt fult ansikte". Eversleigh älskade uppenbarligen Bundle för hennes egen skull och han var acceptabel för Lord Caterham eftersom han var en god golfare. I De sju urens mysterium berättade Bundle för kommissarie Battle från Scotland Yard, som medverkade i båda Chimneys-romanerna, att han var en "underbar man" och att hon var ledsen över att han redan var gift.

## Framträdanden

### Romanerna
Hemligheten på Chimneys och De sju urens mysterium publicerades (och utspelar sig) med fyra års mellanrum. Tiden däremellan var betydelsefull för Agatha Christie själv. Hemligheten på Chimneys, som handlade om den herzoslovakiska kungafamiljens framtid och deras juveler, betraktades allmänt som den bästa av hennes tidigare romaner, men markerade slutet på hennes samarbete med förläggaren Bodley Head. År 1926 var hon försvunnen i elva dagar och återfanns på ett hotell i Harrogate, cirka 200 mil från sitt hem i Berkshire och 1928 skilde hon sig från sin första make.
I De sju urens mysterium övergick Bundle till amatördetektivarbete efter att två tjänstemän på utrikesdepartementet, båda gäster hos familjen Coote, som hade hyrt Chimneys, hade dött. Hon drogs, tillsammans med en manlig följeslagare, till ett hemligt sällskap i Seven Dials-distriktet i London, där hon i praktiken konkurrerade med kommissarie Battle om att gå till botten med en ondskefull intrig. Enligt hennes levnadstecknare lekte Christie med namn och karaktärer när hon skrev berättelsen, även om hon alltid hade för avsikt att den skulle vara ett medel för den energiska unga kvinna som hon hade introducerat i Hemligheten på Chimneys.
Det fanns subtila skillnader mellan 1925 års och 1929 års Bundle. Trots så genomgående drag som hennes snabba bilkörning sågs hon som mer mogen i den andra romanen. Till exempel påminde Lomax, som i Hemligheten på Chimneys hade avfärdat henne som "charmig, helt enkelt charmig, men ändå ett barn" hennes far, i De sju urens mysterium, att "hon är inte längre ett barn. Hon är en mycket charmig och begåvad kvinna",  och naturligtvis vid det laget ville Lomax gifta sig med henne. Bundles roll var i vilket fall som helst mer central i De sju urens mysterium; trots Battles avgörande bidrag var hon helt klart hjältinnan och hade för avsikt att vara det.

## Wodehousianska jämförelser
Flera kommentatorer har dragit paralleller mellan Chimneys-romanerna, med sina lättsamma skämt och underhållande karaktärer, och humoristen P. G. Wodehouse, som Agatha Christie var en stor beundrare av. Christie själv beskrev De sju urens mysterium som "den lättsamma thrillertypen". Lord Caterham var en i raden av excentriska Wodehousianska pärer, såsom earlen av Emsworth, som också var den nionde i sin linje. Bill Eversleigh har beskrivits som "en älskvärd om än innehållslös ung man som har stapplat in från en Wodehouse-roman", medan Bundle själv lätt kunde ha varit en av Wodehouses livliga unga kvinnor, vars arketyp Bobbie Wickham, först dök upp i Mr Mulliner Speaking 1929. Det fanns till och med en moster, Marcia änkemarkisinnan av Caterham, som efter att ha trott att Bundle till stor del levde för nöjes skull ändå insåg (liksom George Lomax) hennes potential som politisk värdinna. I detta sammanhang har moster Agathas ambitioner för Bertie Wooster i Wodehouse-böckerna en viss resonans, medan Lord Caterhams beredvillighet att acceptera Eversleighs golfmeriter matchade Lord Emsworths preferens för unga människor som visade intresse för hans grisar.

## Bearbetningar
En dramatisering av De sju urens mysterium sändes av London Weekend Television 1980 med Cheryl Campbell (född 1949) i rollen som Bundle Brent. Denna produktion var tillsammans med LWT:s Varför bad de inte Evans? och Agatha Christie's Partners in Crime i spetsen för ett återupplivande av klassisk kriminallitteratur på brittisk TV under 1980-talet.
Julen 2010 sände ITV en version av Hemligheten på Chimneys, som utspelar sig 1955 (men som påminner om en bal 1932), som till skillnad från romanen, innehöll Christies ständiga Miss Marple (Julia McKenzie) och gjorde ett antal andra ändringar. Dervla Kirwan, i slutet av trettioårsåldern, spelade Bundle, som även om hon fortfarande var dotter till Lord Caterham fick rollen som syster till 23-åriga Lady Virginia Revel (Charlotte Salt), en orelaterad karaktär i den ursprungliga berättelsen. Av de två tycktes Lady Virginia ha mer gemensamt med romanens Bundle. Radio Times noterade att denna produktion var "klassisk Agatha Christie, även om den bara är avlägset besläktad med hennes original ... Puristerna kommer att bli fullständigt förvirrade - och handlingen har fler hål i sig än mordoffret".
En ljudbok av De sju urens mysterium, inläst av Emilia Fox, släpptes 2005, medan Christies teaterpjäs Chimneys, som hon skrev 1931, fick sin premiär i Pitlochry i Skottland 2006. I den senare uppsättningen spelades Bundle av Michele Gallagher.